# Uma Sima
Uma Sima is een bestuurslaag in het regentschap Sumbawa van de provincie West-Nusa Tenggara, Indonesië. Uma Sima telt 6413 inwoners (volkstelling 2010).